# Кипчаки
Кипчаки (Kipchak, Qipchaq, Kypchak, Kupchak, Kıpçak; крим. qıpçaq) — тюркський кочовий народ, який був особливо відомий XI-ХІІ ст. Вийшовши з Кимацького каганату, вони завоювали велику частину євразійського степу під час тюркської експансії разом з половцями, і були в свою чергу, завойовані монгольською навалою початку XIII століття. Конфедерації племен кипчаків дали назву, т.з. Половецьке поле. Увійшли як рід до складу деяких тюркських народів (серед яких казахи (кипшак), кримські татари, башкири, волзькі татари та інші).

## Термінологія
Кипчаки виводять свою назву зі слова, що перекладається як «порожнє дерево». За народними легендами саме всередині порожнього дерева, їх праматір-прародителька народила сина. Втім більш імовірним є переклад від уйгурського слова кибчак — «нещасливий». Це було пов'язано з предками кипчаків — народу сеяньто, яке протягом 630—746 років боролося з уйгурами. Після поразки від останніх рештки сеяньто втекли до Північного Алтаю. Тому переможці (уйгури) так прозвали переможених (сеяньто), що стали зватися кибчакми (кипчаками).
Назва кипчаків різними мовами звучить так: араб. قفجاق, кіфджак; перс. قبچاق, кабчак; груз. ყივჩაყები, ківчакебі; тур. Kıpçak, кипчак; крим. Qıpçaq, кипчак, карач.-балк. Къыпчакъ; узб. Qipchoq, Қипчоқ/قىپچاق; уйг. قىپچاق, Qipchaq/Қипчақ; каз. Қыпшақ; кум. Къыпчакъ; кирг. Кыпчак; ногайська: Кыпчак; кит.: 欽察/钦察.

## Історія

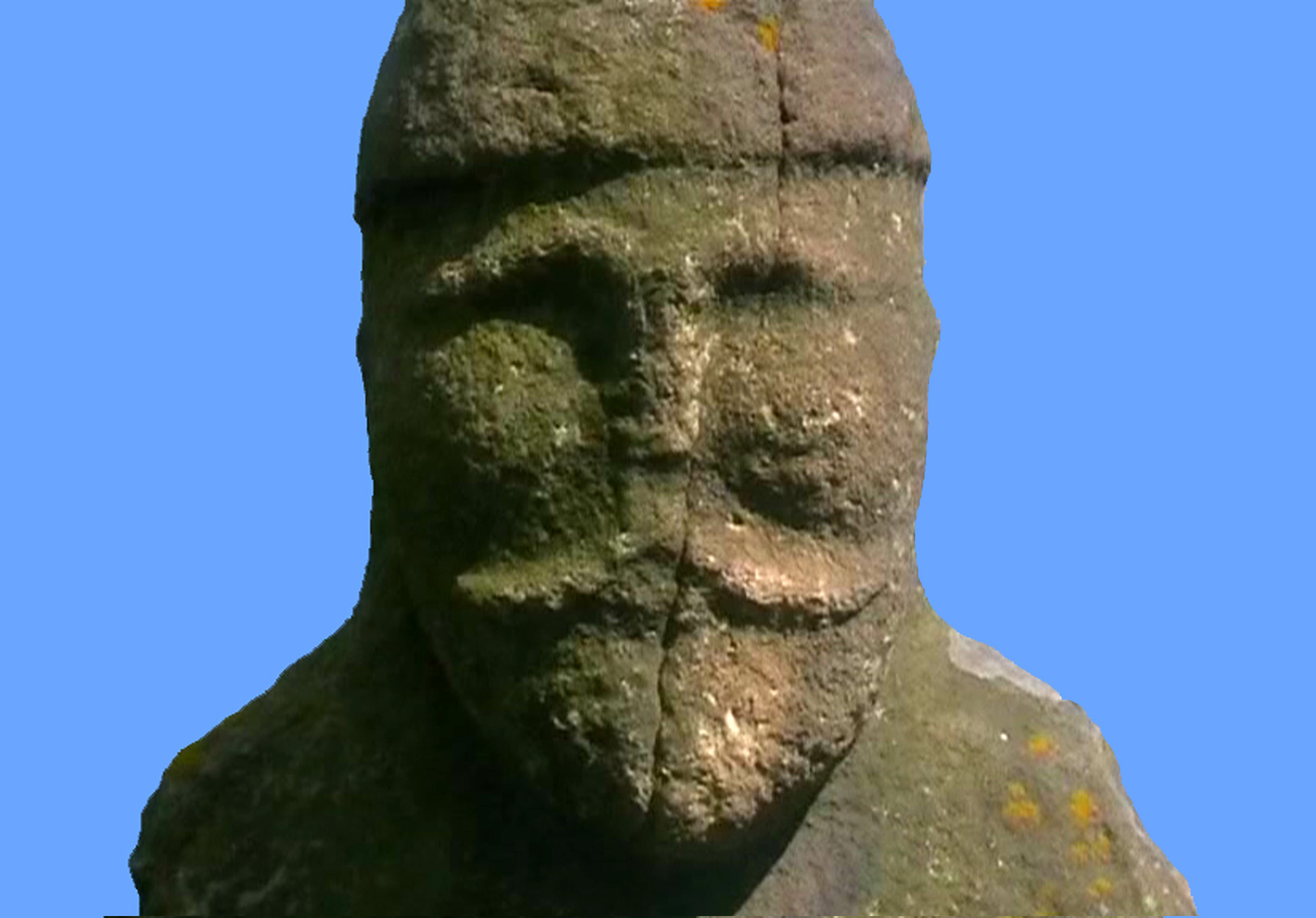
Кипчакська «баба», 12 століття, Луганськ

Кипчаки були членами племінної конфедерації, яка спочатку оселилися на річці Іртиш. На думку українських антропологів, кипчаки мали расові характеристики європеоїдів і монголоїдів. Дослідник Є. Алексєєва звернула увагу на той факт, що європейські кипчаки на кам'яних зображеннях мають як монголоїдні, так і європеоїдні риси. На її думку, кипчаки, які оселилися на Північному Причорномор'ї в першій половині XII-го століття, були переважно європеоїдної зовнішності.
В ході тюркської експансії вони також мігрували в Сибір і далі в Заволжя. В період свого розквіту вони займали велику територію в євразійського степу, що тягнеться від північної частини Аральського моря на захід на північ від Чорного моря.
Також вони брали участь у створенні держави, відомої як Дешт-і-Кипчак. В XI столітті вони дійшли до Волощини, а також зайняли частину Трансильванії.
Наприкінці XI і початку XII століть, кипчаки стали брати участь в різних конфліктах з візантійцями, Київською Руссю, Галицько-Волинським князівством, Угорським королівством.
1089 року вони були розбиті королем Угорщини Ласло I, а в XII столітті були розбиті Великим князем Київським Володимиром Мономахом.
Проте 1203 року під проводом князя Рюрика Ростиславича половці розгромили й розграбували Київ.
На території Північного Причорномор'я вони були остаточно розгромлені монголами в 1241 році. Кипчаки в більшості своїй увійшли до Золотої Орди, на відміну від половців, які перейшли до Угорщини і стали найманцями для латинських хрестоносців, візантійців та угорських королів.
Члени династії Бахритів, перша династія мамлюків в Єгипті, також походила від кипчаків. Наприклад султан Бейбарс народився в місті Солхат, Крим. Відомим поетом був Сайф-і Сараї. Деякі кипчаки служили в Китаї династії Юань.